# Кемпице (гмина)
Кемпице (пол. Kępice) — городско-сельская гмина (волость) в Польше, входит как административная единица в Слупский повет, Поморское воеводство. Население — 9713 человек (на 2004 год).

## Демография
| Перепись                       | Всего   | Всего | Женщины | Женщины | Мужчины | Мужчины |
| ------------------------------ | ------- | ----- | ------- | ------- | ------- | ------- |
| Единицы                        | человек | %     | человек | %       | человек | %       |
| Население                      | 9713    | 100   | 4770    | 49,1    | 4943    | 50,9    |
| Плотность населения (чел./км²) | 33,1    | 33,1  | 16,3    | 16,3    | 16,8    | 16,8    |

## Соседние гмины
1. Гмина Мястко
2. Гмина Полянув
3. Гмина Славно
4. Гмина Слупск
5. Гмина Тшебелино